# Economische reorganisatie van Europa (1940)

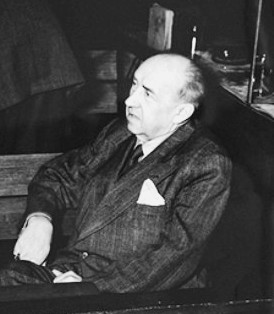
Walther Funk op de beklaagdenbank tijdens de processen van Neurenberg.

De economische reorganisatie van Europa, door sommige historici het Funkplan genoemd, is het plan dat Walther Funk (1890-1960), als minister van economische zaken van het Duitse Derde Rijk en president van de Reichsbank, de Duitse centrale bank, aan het begin van de Tweede Wereldoorlog opstelde. Hij presenteerde het plan op 25 juli 1940, in een toespraak voor journalisten, waarbij hij uitging van een militaire overwinning van Duitsland, en een daaropvolgende vredesorde.

## Doelstellingen
Het belangrijkste doel van Funk was om een zo hoog mogelijk niveau van veiligheid en stabiliteit te garanderen via soepele en intensieve handelsstromen. Dit proces moest leiden tot een hogere welvaart in het “Groot-Duitse Rijk”: “De toekomstige vredeseconomie moet het Groot-Duitse Rijk maximale economische veiligheid, en het Duitse volk maximale consumptie van goederen garanderen, om zo de nationale welvaart te verhogen. De Europese economie moet op dit doel worden afgestemd". Toch was Funk ervan overtuigd dat niet alleen de ‘Groot-Duitse economie’ zou profiteren van ‘onze methoden’, maar ook alle Europese economieën die op een “natuurlijke” manier nauwe handelsbetrekkingen met Duitsland onderhielden.
Daartoe zou er een vaste en stabiele wisselkoers worden bepaald voor de valuta, die moesten losgekoppeld worden van de goudprijs, omdat deze oncontroleerbaar was. Europese munten zouden de waarden krijgen “die de overheid eraan gaf, binnen de geregelde economische orde.”
De handel tussen de landen van deze unie moest worden afgewikkeld met behulp van een clearingsysteem dat binnenlandse exporten en importen zou verrekenen tegen vaste prijzen voor de afzonderlijke goederen. De doelstellingen werden nader uitgewerkt door Funks staatssecretaris Gustav Schlotterer in het naar hem genoemde “Schlotterer Comité” van 1940, waarin 24 topvertegenwoordigers van de exportgerichte grote Duitse industrie van gedachten wisselden met industriëlen en bankvertegenwoordigers uit de Benelux-landen. Ze kwamen overeen dat de intra-Europese handel bevrijd moest worden van douane- en valutaverschillen en dat het Ruhrgebied samengevoegd moest worden met Noord-Frankrijk en de Benelux-landen om een “natuurlijke economische ruimte” te vormen. De basis hiervoor zou een productiekartel zijn, georganiseerd door de private sector onder staatstoezicht, wat Schlotterer omschreef als een “economisch pan-Europa”.

## Funk, Keynes en Bretton-Woods
Verschillende auteurs zagen het Funkplan met een reservemunt en clearingcentrum als een aanzet tot het Bancor-concept van John Maynard Keynes om de monetaire wereldorde te reorganiseren en een permanente oplossing te vinden voor het internationale liquiditeitsprobleem. Keynes' voorstel werd het officiële ontwerp van het Verenigd Koninkrijk op de Conferentie van Bretton Woods in juli 1944, maar het werd niet geaccepteerd.